# Etruskische Sprache

Sprachgebiete im Italien des 6. Jahrhunderts v. Chr.

Die etruskische Sprache – auch Etruskisch genannt – ist eine vor allem epigraphisch überlieferte, ausgestorbene Sprache. Sie wurde vom 9. Jahrhundert v. Chr. bis zum 1. Jahrhundert n. Chr. in der damaligen Provinz Etrurien von den Etruskern gesprochen.
Etruskische Texte stammen aus Etrurien, Kampanien, dem Latium, Falerii (Gebiet der Falisker), Veji, Cerveteri (Caere), Tarquinia und deren Umgebung, aber auch aus Gebieten außerhalb Italiens, mit denen die Etrusker diplomatische und Handelskontakte pflegten, wie z. B. die spätere Gallia Narbonensis, aber auch Korsika, Sardinien und das karthagische Nordafrika. Die Texte können bis heute nur in Bruchstücken übersetzt werden.
Etruskisch wurde in einer Variante des altitalischen Alphabets geschrieben (siehe etruskische Schrift).

## Bekannte Texte

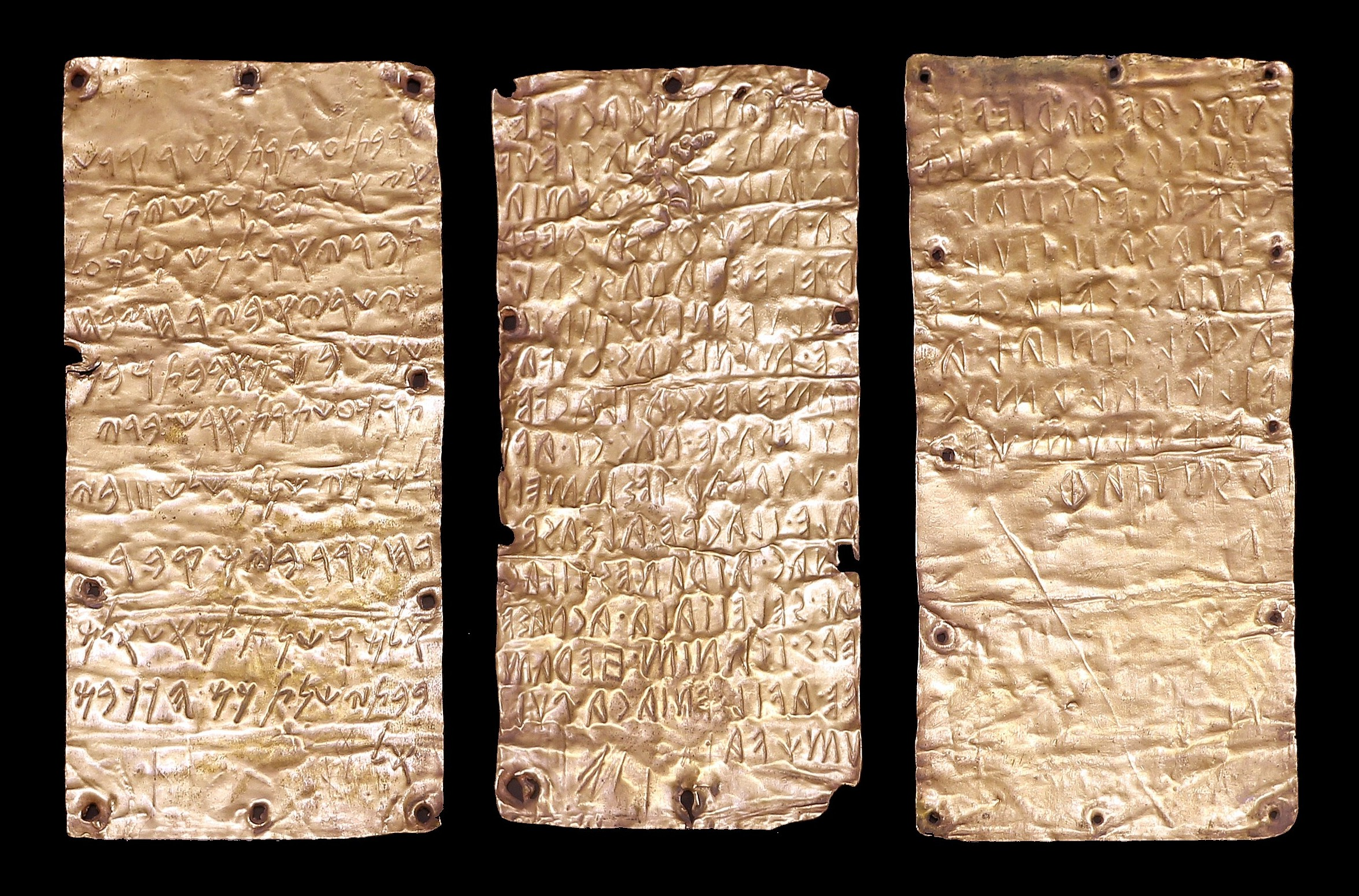
Goldbleche von Pyrgi (Etruskisches Nationalmuseum in Rom, etwa 5. Jahrhundert v. Chr.)

Außer den Inschriften, die man auf vielen Geräten und Objekten findet, wie Töpfereien und Spiegeln, auf Grabwänden und auf Särgen sowie auf Gewandfibeln (recht kurz, oft nur aus dem Namen des Verstorbenen bestehend), sind die wichtigsten erhaltenen Texte in etruskischer Sprache folgende:
- Die Agramer Mumienbinde (lateinisch Liber linteus, Leinenbuch)

Der bisher längste Text, den man gefunden hat. Es ist ein regelrechtes „Buch“, auf Leinen geschrieben, das man in acht Streifen zerrissen als Binden für eine ägyptische Mumie benutzt hat; drei der Streifen sind jedoch verloren gegangen. Die Mumie befindet sich im Nationalmuseum in Zagreb. Der Text, der aus dem 1. Jahrhundert v. Chr. stammt, ist in roter und schwarzer Tinte kalligraphiert und umfasst zwölf Spalten (Kolumnen), ca. 230 Zeilen und ca. 1200 lesbare Wörter, darunter ungefähr 500 verschiedene. Die Wiederholungen erklären sich durch den rituellen Charakter des Textes. Man bezeichnet ihn auch als „religiösen Kalender“, der für jeden Tag die zur Ehrung der Götter vorgesehenen Zeremonien mit Orts- und Zeitangaben vorschreibt.
- Die Tontafel von Capua (lateinisch Tabula Capuana)

Dieser Text besteht aus 62 Zeilen aus 10 Absätzen, von denen jeder durch eine waagrechte Linie abgegrenzt ist. Etwa 300 Wörter sind heute noch lesbar. Der Text beinhaltet einen religiösen Kalender.

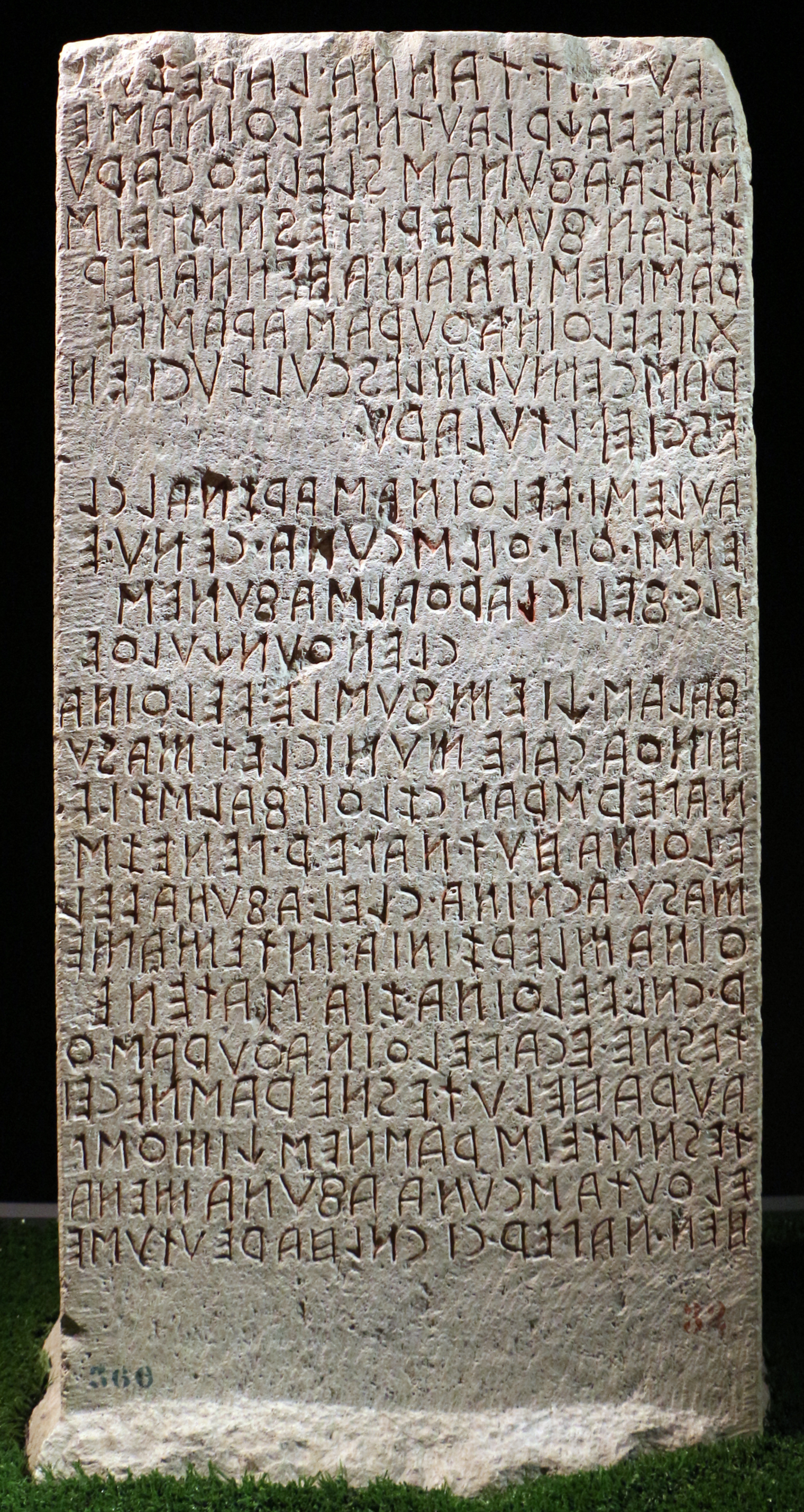
Cippus Perusinus (Archäologisches Nationalmuseum von Umbrien in Perugia, 3.–2. Jahrhundert v. Chr.)

- Der Cippus von Perugia (lateinisch Cippus Perusinus)

Dieser Text besteht aus 46 Zeilen und ca. 150 Wörtern. Es handelt sich dabei um ein Abkommen zwischen zwei Familien, das die Grenzen zwischen ihren Grundstücken festlegt.
- Die Goldbleche von Pyrgi

Drei Goldbleche mit Inschriften in etruskischer und phönizischer/altpunischer Sprache, die man im Heiligtum von Pyrgi gefunden hat. Die Texte beschreiben, wie Thefarie Velianas, der Herrscher von Caere, den Göttinnen Uni und Astarte Votivgaben dargebracht hat. Die Goldbleche sind von grundlegender Bedeutung für die Kenntnis der Geschichte und Sprache der Etrusker.
- Vier Inschriften auf Bleitafeln

Der Bleistreifen von Santa Marinella scheint eine Voraussage eines Orakels zu beinhalten. Die Bleiplatte von Magliano ist eine in Spiralenform geschriebene Auflistung von Opfergaben an mehrere Götter. Die dritte fand man in Volterra, sie ist wahrscheinlich ein magisch-ritueller Text. Die vierte fand man in Campiglia Marittima, es handelt sich um eine Fluchtafel mit Verwünschungen gegen mehrere Personen.
- Die Bronzetafel von Cortona (lateinisch Tabula Cortonensis)

Diese Bronzetafel wurde erst 1992 in der Nähe der Stadt Cortona am Trasimenischen See gefunden. Sie ist jetzt die drittlängste bekannte Inschrift nach den Mumienbinden von Zagreb und dem Ziegelstein von Capua. Der Text ist 40 Zeilen lang und stellt offenbar eine notarielle Urkunde dar.
- Die Stele von Vicchio wurde im Jahre 2015 in der Ausgrabungsstätte Poggio Colla gefunden.

## Linguistische Klassifikation
Die genetische  Zugehörigkeit des Etruskischen zu einer Sprachfamilie ist weiterhin unklar, obwohl es Versuche einer Anbindung an indogermanische und nichtindogermanische Sprachen gegeben hat. Es konnte eine Verwandtschaft des Etruskischen mit der vorgriechischen lemnischen Sprache nachgewiesen werden, die auf der ägäischen Insel Limnos bis zur Invasion der Athener im Jahre 510 v. Chr. gesprochen wurde. Für beide Sprachen wird eine Verbindung zur rätischen Sprache in der Alpenregion angenommen. Daraus lässt sich eine tyrsenische Sprachfamilie folgern.
Durch die sprachliche Verbindung mit dem Lemnischen könnte die Hypothese gestützt werden, dass die Etrusker aus dem agäisch-kleinasiatischen Raum eingewandert sind; jedoch ist eine umgekehrte Wanderungsrichtung auch nicht von vornherein auszuschließen; in diesem Falle wäre das Etruskische eine autochthone Sprache Italiens. Allerdings gibt es im Verbreitungsgebiet des Etruskischen Hinweise auf ein sprachliches Substrat, das für die genannte Verbindung mit dem Rätischen verantwortlich sein könnte.
Steinbauer versucht, über westanatolische Gemeinsamkeiten eine sprachliche Verbindung des Etruskischen und Lemnischen zum Indogermanischen herzustellen. Frederik Christiaan Woudhuizen hat sich insbesondere mit den Beziehungen zur anatolischen Sprache Luwisch beschäftigt.
Zu den Versuchen, das Etruskische mit anderen Sprachen und Sprachfamilien in Verbindung zu bringen, liegen folgende Theorien vor:
- Hebräische Sprache: 16. Jahrhundert
- Italische Sprachen: Luigi Lanzi (1789), E. Lattes (1869), Wilhelm Paul Corssen (1874/75) u. W. Deecke (1882)
- Finno-ugrische Sprachen: Wilhelm Deecke (1875), J. Martha (1913)
- Armenische Sprache: Sophus Bugge (1886, 1890)
- Kaukasische Sprachen: Alfredo Trombetti (1909), Vilhelm Thomsen
- Lydische Sprache: Enno Littmann (1916), Gustav Herbig
- Indogermanoid: Paul Kretschmer (1925)
- Indogermanische Sprachen: E. Goldmann (1929/30; 1936), Emil Vetter (1937)
- Turksprachen: Wilhelm Brandenstein (1937)
- Albanische Sprache: Z. Mayani (1961)
- Hethitische Sprache: Wladimir Georgiew (1962/63/79)
- Altgriechische Sprache: A. I. Charsekin (1963)
- Ungarische Sprache: M. Alinei (2003)
- Luwische Sprache, lydischer Dialekt: Fred Woudhuizen (2008)
- Dravidische Sprachen: S. Konow
- Baskische Sprache: V. Thomsen
- Ägyptische Sprache: V. Wanscher
- Minoische Sprache: Wilhelm Tegethoff

Noch weniger Verbindungen lassen sich zur Makrofamilie des Nostratischen herstellen, mit der bestimmte Ähnlichkeiten zwischen verschiedenen Sprachfamilien (unter anderem der indogermanischen, der afroasiatischen und der uralischen Sprachfamilie) erklärt werden sollen.

## Grammatik

### Deklination
Nach Helmut Rix (→ Literatur) kann man im Etruskischen folgende Kasus unterscheiden (V steht im Folgenden für einen Vokal):
Nominativ: Leersuffix (Grundform)
Akkusativ: beim Nomen identisch mit dem Nominativ; nur beim Pronomen durch -n(i) gekennzeichnet
Genitiv: -(V)s; -(a)l
Lokativ: -i
Ablativ: -is; -(a)ls
Pertinentiv: -(V)si; -(a)le
Der Plural wird bei den Substantiven durch die Suffixe -(V)r bzw. -χva/-cva/-va/-ua markiert. Der Pluralmarker steht vor dem Kasusmarker.

### Konjugation
Es gibt im Etruskischen keine Personalendungen, auch der Numerus (Singular oder Plural) des Subjekts wird nicht gekennzeichnet.
ame heißt z. B. „ich bin, du bist, er/sie/es ist; wir sind, ihr seid, sie sind“.
Präsens: -e
Präteritum Aktiv: -ce
Präteritum Passiv: -χe
Imperativ: = Verbalstamm
Subjunktiv: -a
Nezessitativ: -ri
Verbalnomina werden gebildet durch: -u (Resultat), -θ (Gleichzeitigkeit), -as (Vorzeitigkeit), -e (Infinitiv).

## Wortschatz
Etwa 200 etruskische Wörter sind mehr oder weniger gedeutet, die Bedeutung der restlichen etwa 300–400 Wörter ist noch unklar. Die Deutungen der einzelnen Forscher gehen z. T. immer noch weit auseinander und sollten kritisch betrachtet werden. Eine Auswahl von etruskischen Wörtern mit gesicherter Bedeutung:
Vater – apa
Mutter – ati
Sohn – clan
Tochter – seχ
Bruder – ruva
Großvater – papa
Großmutter – teta
Gattin – puia
Sonne – usil
Mond, Monat – tiur
Jahr – avil

### Etruskische Vornamen
Die Etrusker verwendeten neben eigenen Vornamen auch solche aus italischen, griechischen und anderen indogermanischen Sprachen.
Einige Beispiele für rein etruskische Vornamen:
Männlich: Avile/Avele/Aule, Arnθ, Larθ, Lar(e)ce, Laris, Vel, Śeθre, Tarχi
Weiblich: Larθi(a), Veli(a), Śeθr(i)a, Fasti(a)/Hasti(a), Tarχa, Θana, Θanχvil, Ramθa

### Einige Zahlwörter
(nach Pfiffig 1969)
01 – θu(n)
02 – zal, esal
03 – ci
04 – śa
05 – maχ
06 – huθ
07 – semφ
08 – cezp
09 – nurφ
10 – śar
20 – zaθrum

### Deutsch
- Ambros Josef Pfiffig: Die etruskische Sprache. Versuch einer Gesamtdarstellung. Akademische Druck- und Verlagsanstalt, Graz 1969.
- Ambros Josef Pfiffig: Die etruskische Sprache. Schrift, Alphabet, Formenlehre, Syntax, Übungen. VMA, Wiesbaden 1998. ISBN 3-928127-55-1
- Helmut Rix: Etruskische Texte, 2 Bände. Narr, Tübingen 1991. ISBN 3-8233-4476-5
- Helmut Rix: Rätisch und Etruskisch. Institut für Sprachwissenschaft der Universität. Innsbruck 1998. ISBN 3-85124-670-5
- Helmut Rix: Die Etrusker. Schrift und Sprache. In: Mauro Cristofani: Die Etrusker. Belser Verlag, Stuttgart, Sonderausgabe 2006. ISBN 3-7630-2270-8
- Dieter H. Steinbauer: Neues Handbuch des Etruskischen. Scripta Mercaturae, St. Katharinen 1999. ISBN 3-89590-080-X

### Englisch
- Giuliano Bonfante, Larissa Bonfante: The Etruscan Language. An introduction. New York University Press, New York 1983, 2002. ISBN 0-7190-5539-3
- Helmut Rix: Etruscan. In: Roger D. Woodard (Hrsg.): The Cambridge encyclopedia of the World’s ancient languages. Cambridge University Press, Cambridge 2004, S. 943–966. ISBN 0-521-56256-2
- Rex E. Wallace: Zikh Rasna: a manual of the Etruscan language and inscriptions. Beech Stave Press, Ann Arbor 2008. ISBN 0-9747927-4-8
- Fred C. Woudhuizen: Etruscan as a Colonial Luwian Language: The Comprehensive Version (= Publications of the Henry Frankfort Foundation. Band 19). Dutch Archaeological and Historical Society, Amsterdam 2019 (academia.edu).

### Italienisch
- Enrico Benelli: Iscrizioni etrusche – leggerle e capirle. SACI, Ancona 2007. ISBN 978-88-902694-0-0.
- Piero Bernardini Marzolla: L’etrusco, una lingua ritrovata. Mondadori, Mailand 1984.
- Giuliano Bonfante, Larissa Bonfante: Lingua e cultura degli Etruschi. Editori Riuniti, Rom 1985. ISBN 88-359-2819-2.
- Mauro Cristofani: Gli Etruschi, una nuova immagine. Giunti, Florenz 1984 und 2000. ISBN 88-09-01792-7.
- Carlo De Simone: I Tirreni a Lemnos – evidenza linguistica e tradizioni storiche. Olschki, Florenz 1996. ISBN 88-222-4432-X.
- Angelo Di Mario: La ricerca dei Tirreni attraverso la lingua. Cannarsa, Vasto 2002.
- Giulio M. Facchetti: L’enigma svelato della lingua etrusca. Newton & Compton editori, Rom 2000, 20012.. ISBN 88-8289-458-4.
- Vladimir L. Georgiev: La lingua e l’origine degli Etruschi. Editrice Nagard, Rom 1979.
- Massimo Pittau: La lingua etrusca, grammatica e lessico. Insula, Nuoro 1997. ISBN 88-86111-07-X.
- Romolo A. Staccioli: Il «mistero» della lingua etrusca. Newton & Compton, Rom 1977, 19782; Melita, Rom 1981. (Mit einem Glossar sicher gedeuteter etruskischer Wörter).
- Koen Wylin: Il verbo Etrusco. Ricerca morfosintattica delle forme usate in funzione verbale. “L’Erma” di Bretschneider, Roma, 2000. ISBN 88-8265-084-7.

### Französisch
- Maurice Guignard: Comment j’ai déchiffré la langue étrusque. Impr. Avisseau, Burg Puttlingen 1962, Bonneval 1965.
- Massimo Pallottino: La langue étrusque. Problèmes et perspectives. Société d’Edition Les Belles Lettres, Paris 1978.
- Damien Erwan Perrotin: Paroles étrusques. Liens entre l’étrusque et l’indo-européen ancien. L’Harmattan, Paris 1999. ISBN 2-7384-7746-1

### Niederländisch
- Robert Stephen Paul Beekes, L. Bouke van der Meer: De etrusken spreken. Coutinho, Muiderberg 1991. ISBN 90-6283-797-2